# Théodore Géricault
Théodore Géricault (Rouen, 26 september 1791 – Parijs, 26 januari 1824) was een Frans kunstschilder uit de negentiende-eeuwse romantiek.
Géricault kreeg les in schilderkunst van Carle Vernet en Pierre-Narcisse Guérin. Zijn vroege werk verraadt invloeden van Peter Paul Rubens en een interesse in het weergeven van emotie. Wanneer hij in 1816-17 naar Florence en Rome gaat, raakt hij gefascineerd door zowel Michelangelo als de barok.
Zijn bekendste werk is Le radeau de la Méduse (Het vlot van de Medusa, 1819). De Méduse was een schip dat op weg naar Gorée in 1816 zonk voor de Mauritaanse kust. 147 schipbreukelingen zwalkten dertien dagen rond voor ze gevonden werden. Het schilderij geeft het vlot en de overgebleven schipbreukelingen weer (en de staat waarin ze verkeren) op het moment dat het gevonden werd. Op de Salon in Parijs werd het schilderij als een schandaal onthaald. Géricault bestudeerde lijken en zieken, interviewde de overlevenden en liet het vlot nabouwen, om zo natuurgetrouw, zij het met toevoeging van romantische theatraliteit, het vlot te schilderen. In het schilderij vinden we twee driehoeken terug, namelijk die met het zeil, en anderzijds de hoopvol zwaaiende man rechts. Verder zitten er twee contrasterende elementen in: de overleden (zieke?) man links en de hoopvol, levendige man, zwaaiend met een doek rechts. Ook de donkere kleuren tegenover de lichtere kleuren stralen een sfeer van onrust uit. Het schilderij staat symbool voor het volk dat zijn eigen redding bewerkstelligt in plaats van het passieve, reactionaire bewind na de Franse Revolutie. Het zou kunnen geïnterpreteerd worden als de kunstenaar die rondzwalkt op de eindeloze zee van zijn gevoelens, wat past in de sfeer van de kunstenaars uit de romantiek. Het werk betekent een stap van neoclassicisme naar romantiek. Het schilderij bleek, onder meer door het beladen thema, minder succesvol in Frankrijk dan in Engeland, waar het rond 1820 bijval kreeg.
Na zijn terugkeer in Frankrijk inspireerde dat hem tot het schilderen van portretten van waanzinnigen, met elk een eigen stoornis. Een bekend voorbeeld is het Portret van een kleptomaan dat in het Gentse Museum voor Schone Kunsten te zien is. In 1824, na een lange lijdensweg, verzwakt door ongevallen en chronische tuberculose, stierf Géricault op 32-jarige leeftijd.

## Positie
Géricault behoort met Delacroix tot de toonaangevende kunstenaars in de Franse schilderkunst van de 19e eeuw. Beiden behoren tot 'de romantische school', tegenover het realisme van Gustave Courbet, Honoré Daumier en Jean François Millet en het classicisme van Jean Auguste Dominique Ingres.
De romantiek van Géricault en Delacroix verschilt opvallend van de stijl van de Duitse romantici als Caspar David Friedrich of van Philip Otto Runge. De Fransen zijn behept met de psychologische, emotionele kant; houden ervan heftige, intense dramatische conflicten uit te beelden en hebben belangstelling voor de gruwel van de oorlog.
Verder is er een maatschappelijk engagement in de Franse romantiek dat varieert van het dwepen met de vrijheidsstrijd van het Volk tot de gruwelijke verafgoding van de oorlog en de dood op het slagveld of in de onmetelijke Russische sneeuwvlakten.

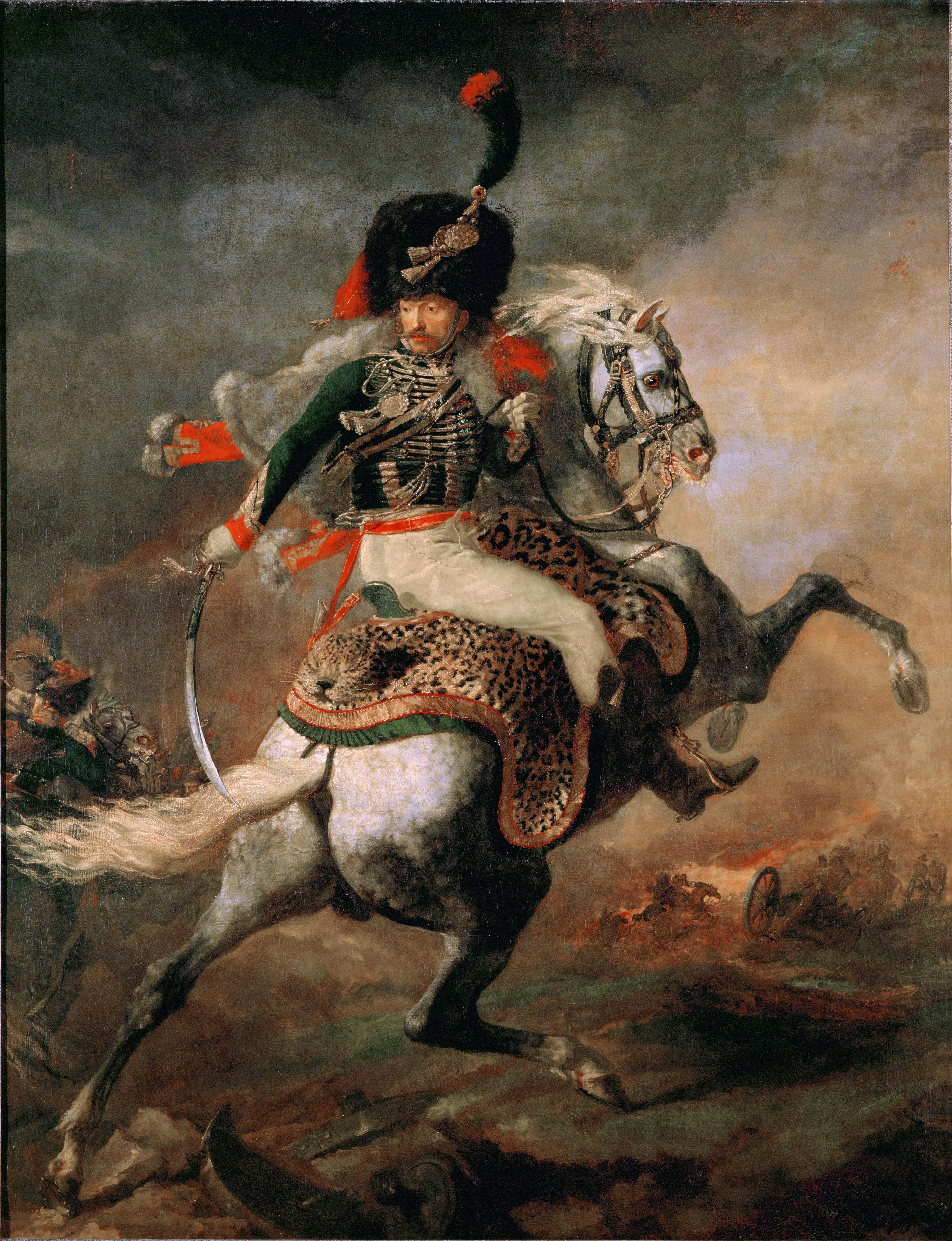
Jager van de Garde, 1812, Louvre, Parijs
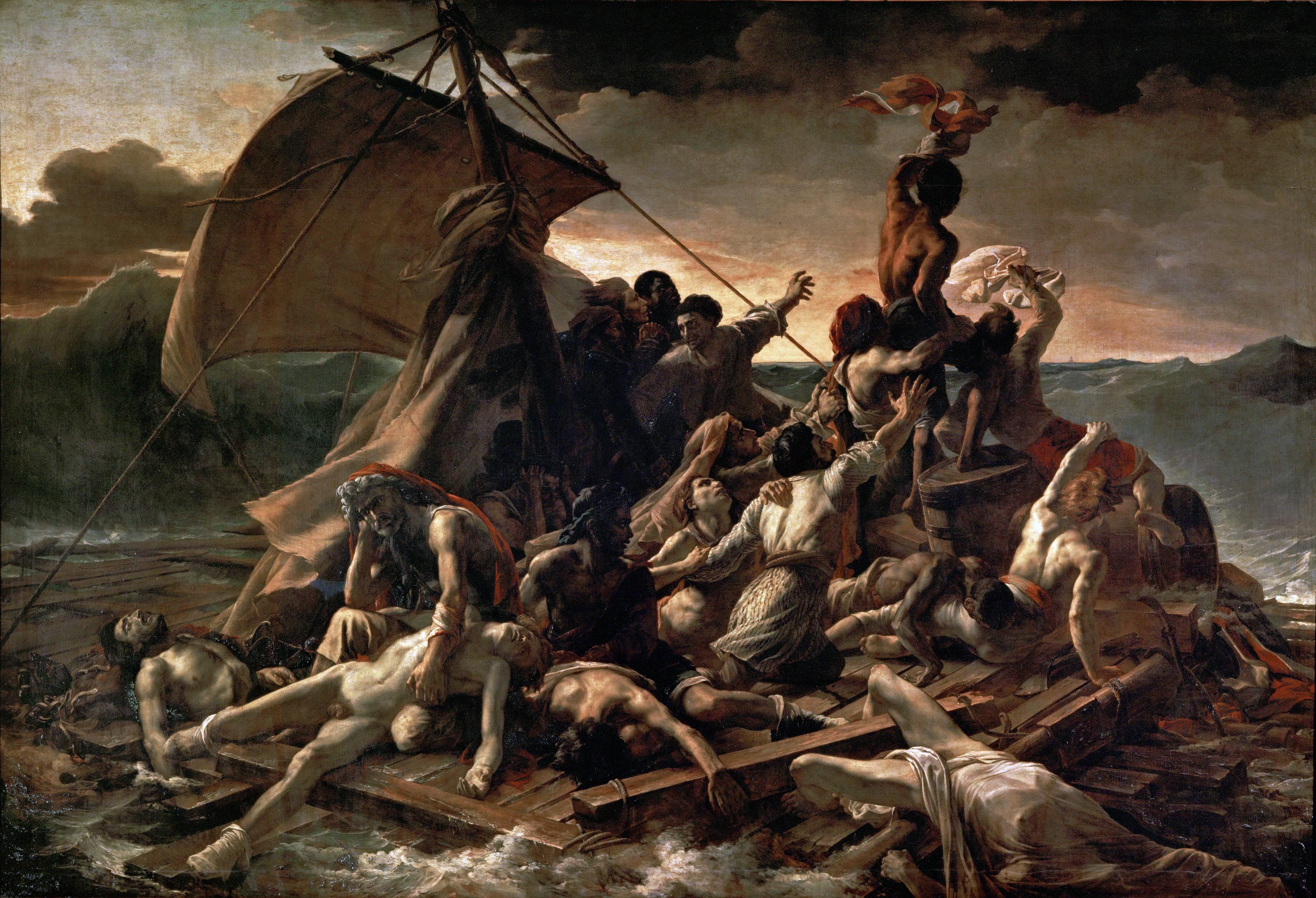
Het vlot van de Medusa, 1819, Louvre, Parijs
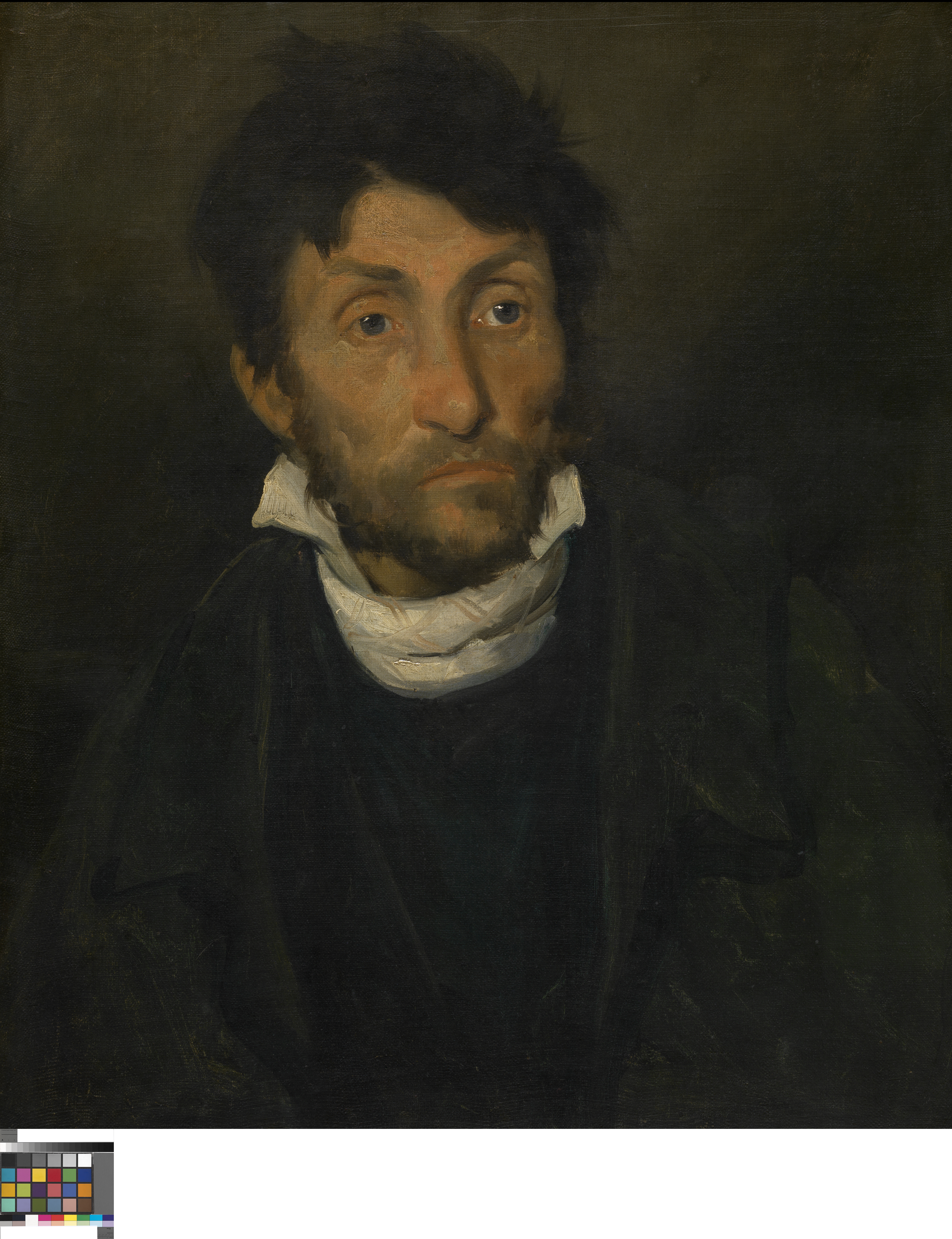
Portret van een kleptomaan, 1820, Museum voor Schone Kunsten, Gent
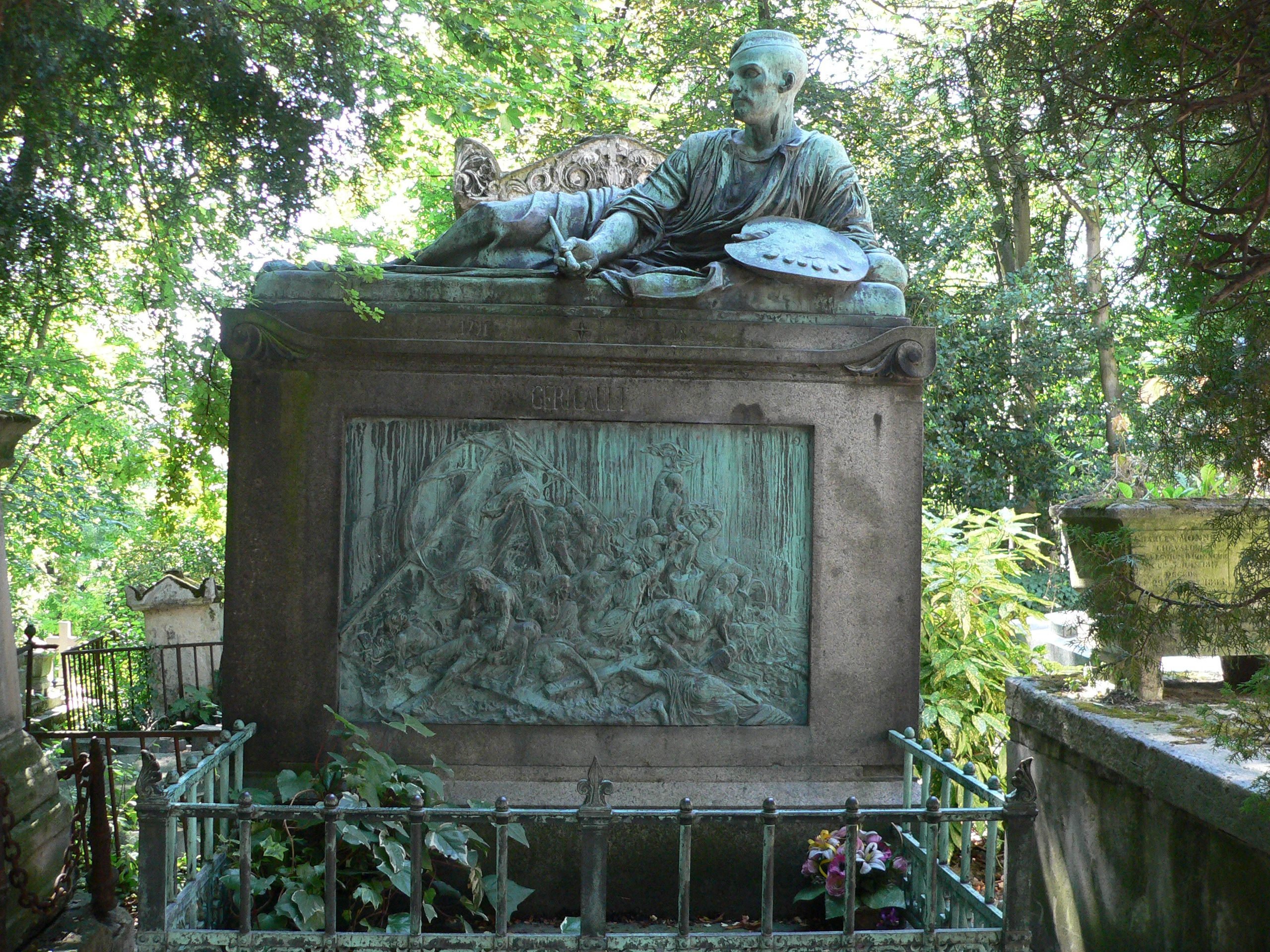
Géricaults graf op Père-Lachaise, Parijs

- Auckland Art Gallery Toi o Tāmaki: 113
- Art Gallery of South Australia: 3244
- Biblioteca Nacional de España: XX1166093
- Bibliothèque nationale de France: cb12713851p (data)
- Catàleg d'autoritats de noms i títols de Catalunya: 981058609699206706
- CiNii: DA02864124
- Stuttgart Database of Scientific Illustrators 1450–1950: 7098
- Gemeinsame Normdatei: 118538675
- International Standard Name Identifier: 0000 0001 2136 5971
- KulturNav: 0cf6ff97-c6fa-4a1a-bb9e-6fec52b9154b
- Library of Congress Control Number: n50016306
- Nationale Bibliotheek van Letland: 000203159
- MusicBrainz: 310173aa-fc92-4cd5-835b-0c2d755a3e94
- Bibliotheek van het Japanse parlement: 00440769
- National Gallery of Victoria: 975
- Nationale Bibliotheek van Tsjechië: ola2002150730
- Nationale bibliotheek van Australië: 36556081
- Nationale Bibliotheek van Israël: 987007463325705171
- Nationale Bibliotheek van Polen: a0000001809481
- Nederlandse Thesaurus van Auteursnamen: 069619557
- RKD-Nederlands Instituut voor Kunstgeschiedenis: 31065
- Istituto Centrale per il Catalogo Unico: USMV629844
- LIBRIS: 188149
- SNAC: w6sb469f
- Système universitaire de documentation: 066897084
- Museum of New Zealand Te Papa Tongarewa: 3556
- Trove: 1290282
- Union List of Artist Names: 500115562
- Virtual International Authority File: 64128788
- WorldCat: E39PBJpV8YvYmyjjvQ4YThRkDq